# Peter Matzke

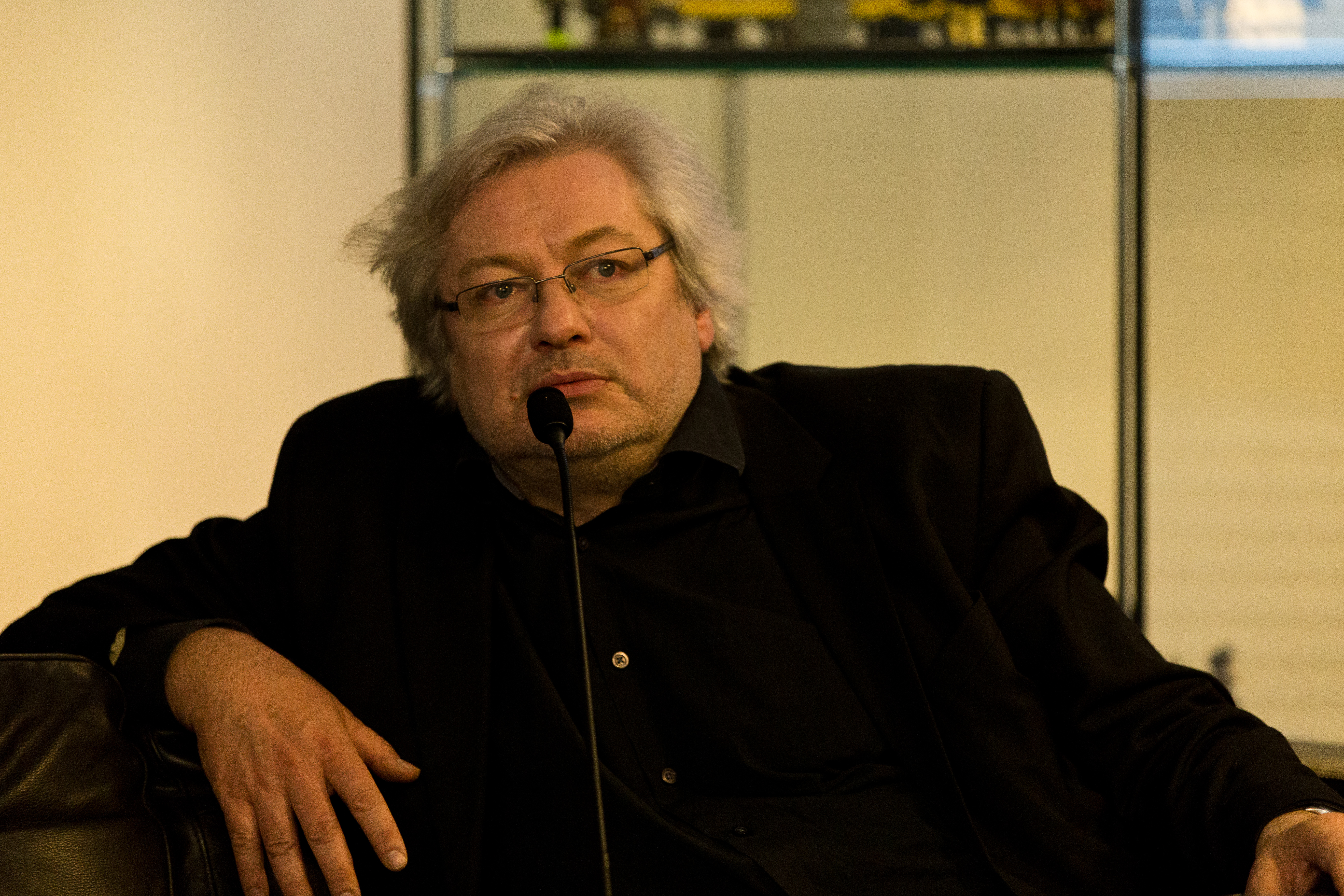
Peter Matzke bei einer Podiumsdiskussion zum 25. Wave-Gotik-Treffen 2016

Peter Matzke (* 1963 in der Lausitz) ist ein deutscher Kulturmanager, Historiker, Journalist und Autor.

## Leben
Peter Matzke studierte an der Universität Leipzig Geschichte, er schloss das Studium 1990 mit Diplom ab und arbeitet seitdem als freier Journalist. Von 1991 bis 2002 war er für die Moritzbastei als Veranstaltungsorganisator und Programmchef tätig. 1997/1998 war er Geschäftsführer der damaligen Wave Gotik Treffen Veranstaltungs GmbH und übernahm die organisatorische Leitung des VII. Wave-Gotik-Treffens im Jahr 1998. Von 2001 bis 2005 war er Pressesprecher für das Kultur- und Musikfestival und verantwortlich für dessen Begleitpublikationen.
2009 wurde Matzke Referent für Großveranstaltungen im Kulturamt der Stadt Leipzig, bevor er 2018 Geschäftsführer für das Krystallpalast Varieté wurde. Diesen Posten hielt er bis Ende März 2025 inne. Seit Juni 2025 ist Matzke kommissarischer Geschäftsführer des Bach-Archivs Leipzig.
In den 2000er Jahren gab Matzke im Verlag Schwarzkopf & Schwarzkopf gemeinsam mit dem Fotografen Tobias Seeliger (* 1973) vier Bücher zur Gothic-Bewegung heraus, die bis heute als deutschsprachige Standardwerke in der Szene gelten.

## Schriften (Auswahl)

### Einzelschriften
- Leipzig (= Party & more. Tipps und Adressen für gelungene Feste). Companions, Hamburg 2001, ISBN 978-3-89740-304-8.
- mit Christian Hentschel: Als ich fortging … Das große DDR-Rock-Buch. Neues Leben, Berlin 2007, ISBN 978-3-355-01733-6.
- mit Christian Hentschel: Yeah! Yeah! Yeah! City. Das Buch. Neues Leben, Berlin 2007, ISBN 978-3-355-01734-3.

### Herausgeberschaft und Beiträger
- Leipzig zwischen Sekt & Selters (= Ars vivendi Kneipenführer). Ars-Vivendi-Verlag, Cadolzburg 1999, ISBN 978-3-89716-078-1.
- mit Tobias Seeliger (Hrsg.): Gothic. Schwarzkopf & Schwarzkopf, Berlin.
  - Band 1: Gothic! Die Szene in Deutschland aus Sicht ihrer Macher. 2., ergänzte Auflage, 2000, ISBN 978-3-89602-332-2.
  - Band 2: Gothic II. Die internationale Szene aus Sicht ihrer Macher. 2002, ISBN 978-3-89602-396-4.
  - Band 3: Gothic 3. 2006, ISBN 978-3-89602-700-9.
- mit Tobias Seeliger (Hrsg.): Das Gothic- und Dark Wave-Lexikon. Die schwarze Szene von A – Z, erweiterte Neuausgabe. Schwarzkopf & Schwarzkopf, Berlin 2003, ISBN 978-3-89602-522-7.
- mit Martin Henker, Andreas Schmidt und Axel Frey (Hrsg.): Leipzig (= Orte der Reformation. Band 15). Evangelische Verlagsanstalt, Leipzig 2014, ISBN 978-3-374-03737-7.

### Aufsätze
- Oh alte Burschenherrlichkeit, du bist noch nicht entschwunden. Das Studentencorps „Lusatia“ Leipzig. Riten und Tradition. In: Leo. Das Leipziger Stadtmagazin 2 (1991), Nr. 8, ZDB-ID 1175474-6 S. 18–25.
- „Und der Tag wandte sich zur Nacht...“. Leipzig als Hauptstadt der Gothic-Bewegung. In: Leipziger Blätter 48 (2006), ISSN 0232-7244, S. 60–62.
- Dynamik unterm Doppel-M. Die Metamorphose des alten Messegeländes. In: Leipziger Blätter 49 (2006), S. 51–54.
- Werk 2. 20 Jahre Kulturfabrik am Kreuz. In: Leipziger Blätter 61 (2012), S. 4–7.
- Alternative Kultur und Messestadtpop. Clubs und Bandszene. In: Johanna Sänger, Aiko Wulff, Anselm Hartinger (Hrsg.): Zwischen Aufbruch und Abwicklung. Die 90er in Leipzig. Begleitbuch zur Sonderausstellung im Stadtgeschichtlichen Museum Leipzig 2024/2025. DZA Druckerei, Altenburg 2025, ISBN 978-3-910034-91-4, S. 16–21.